# ایستگاه هوایی نیروی دریایی وایتینگ فیلد
ایستگاه هوایی نیروی دریایی وایتینگ فیلد (به انگلیسی: Naval Air Station Whiting Field) یک حوزه سرشماری در ایالات متحده آمریکا است که در فلوریدا قرار دارد.